# Raymond Augustin Mailhat
Raymond Augustin Jean-Baptiste Mailhat (28 mars 1862 - 22 avril 1923) était un fabricant français de télescopes et d'instruments optiques de précision.

## Biographie
Raymond Mailhat est né le 28 mars 1862 à Saurat (Ariège), fils de Jean Benjamin Mailhat, un cordonnier illettré. Après avoir étudié sous Paul Gautier (1842-1909), Raymond devient directeur de l'atelier d'optique de la société Secrétan à Paris le 1er janvier 1889. En 1894, Mailhat achète une partie de ces ateliers et crée sa propre entreprise.
La Maison Mailhat a fabriqué une grande variété d'équipements pour les scientifiques et les amateurs :

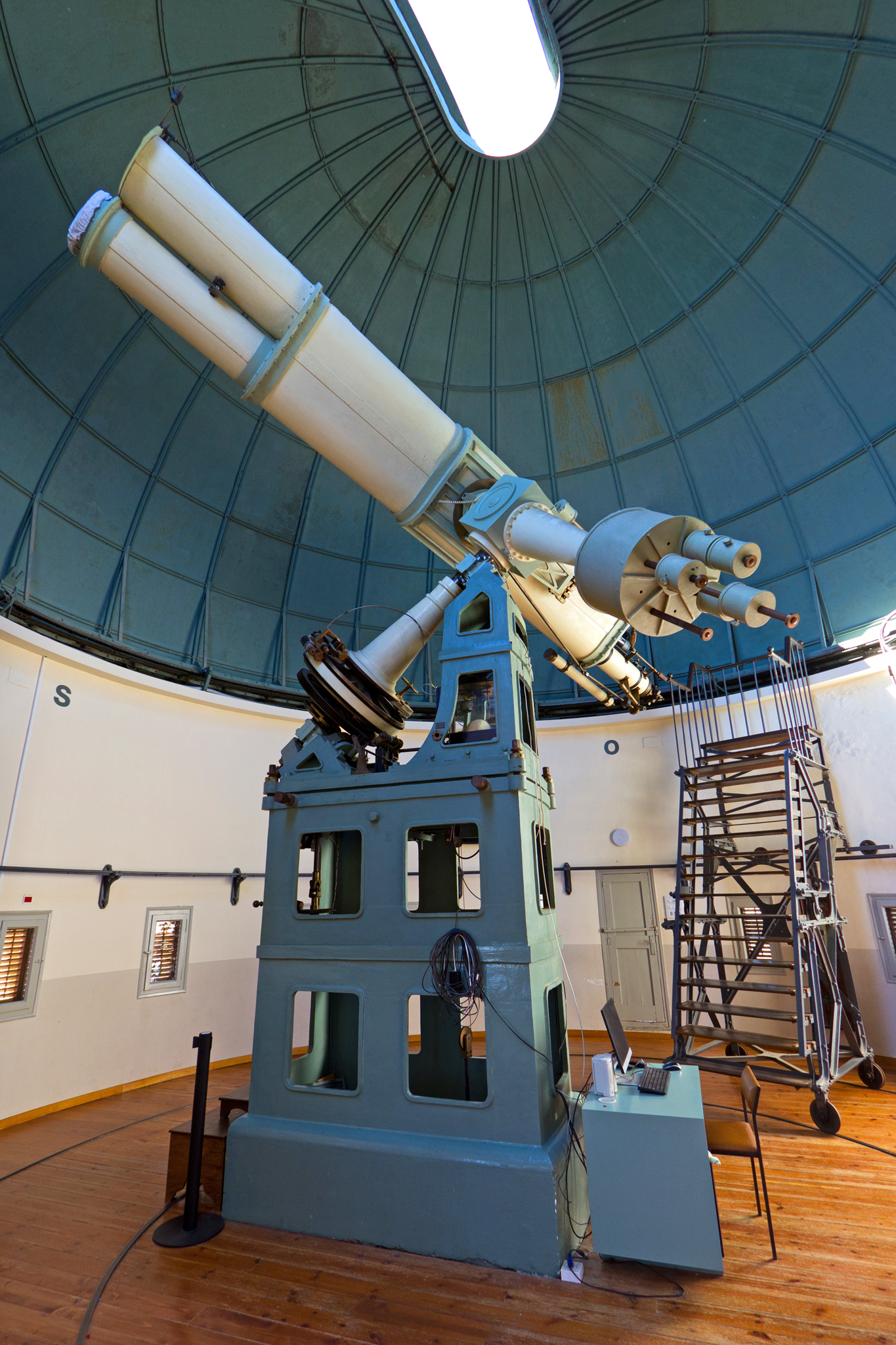
Lunette astro-photographique Mailhat construit en 1904 à l'Observatoire de Fabra à Barcelone.

- Lentilles astronomiques et photographiques
- Miroirs plans, sphériques et paraboliques
- Équatoriaux astronomiques et photographiques
- Cercles méridiens fixes et portables
- Equipements astronomiques et géodésiques pour missions scientifiques et explorateurs
- Lunettes simples et équatoriales pour amateurs chercheurs de comètes
- Appareils de physique
- Célostats
- Sidérostats
- Héliostats
- Dômes astronomiques et abris métalliques
- Installations complètes d'observatoires
- Instruments de géodésie et de météorologie

L'entreprise a fourni des instruments optiques à l'Observatoire de Paris, à la faculté des sciences de Paris, au Bureau des longitudes, à l'Observatoire Camille Flammarion de Juvisy, à la Société Astronomique de France, aux ministères français, à plusieurs observatoires en France et à l'étranger, ingénieurs des ponts et des routes, chemins de fer et mines. Il a remporté une médaille d'or à l'Exposition universelle de Paris en 1900,,.
Mailhat devint membre de la Société astronomique de France en 1888 (un an seulement après sa création). À l'époque où il a rejoint, il était un constructeur-mécanicien, résidant au 5, passage Stanislas, Paris. Mailhat a servi sur le conseil de gestion de la société en 1894 (et encore en 1912),. Les publicités pour les télescopes de sa compagnie sont apparues régulièrement dans les pages du bulletin de la société.
La Maison Mailhat et ses concurrents parisiens, les sociétés Secrétan et Bardou, figuraient parmi les premiers fabricants français d'optique de précision du début du XXe siècle. Les télescopes et produits optiques Mailhat ont été largement exportés vers l'Europe, les États-Unis, etc.[réf. nécessaire]
L'astronome Ferdinand Quénisset a utilisé des lentilles Mailhat pour photographier Mars en 1899 (parmi les premières photographies de cette planète) à l'Observatoire Camille Flammarion de Juvisy.
Le 1er avril 1908, les bureaux et ateliers de la société déménagent au 10, rue Emile-Dubois Paris, à proximité de l'Observatoire de Paris. L'année suivante, Mailhat vendit son entreprise à Francis Mouronval (1881-1954). Mouronval a continué à produire et à vendre des lunettes sous le nom de Maison Mailhat pendant sept années. À la suite de la mobilisation de Mouronval pendant la Seconde Guerre mondiale, il avait annoncé publiquement en 1916 que la société d'optique Mailhat-Mouronval était fermée « pour la durée de la guerre ». Cette fermeture était apparemment définitive.
Au cours de la guerre, Mailhat a été nommé Officier de l'administration de la 3e classe territoriale au Service des fabrications de l'aviation.
Mailhat mourut le 22 avril 1923 chez lui, au 13, rue Boileau à Montrouge (Seine).

## Les instruments Mailhat d'importance

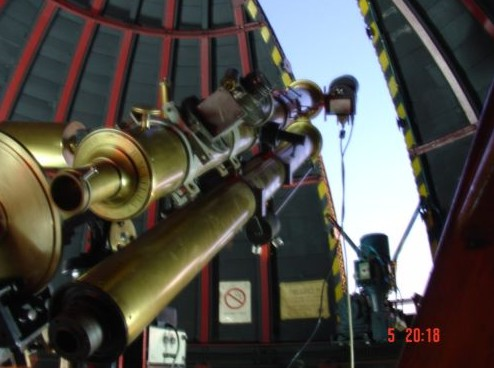
Lunette Mailhat à l'Observatoire de San José Observatory, Buenos Aires

- Réfracteur équatorial de 190 mm diamètre dans le deuxième coupole de l'Observatoire de la Société Astronomique de France à son ancien siège de la rue Serpente à Paris. Le télescope de Mailhat était exclusivement réservé à la recherche scientifique[13].

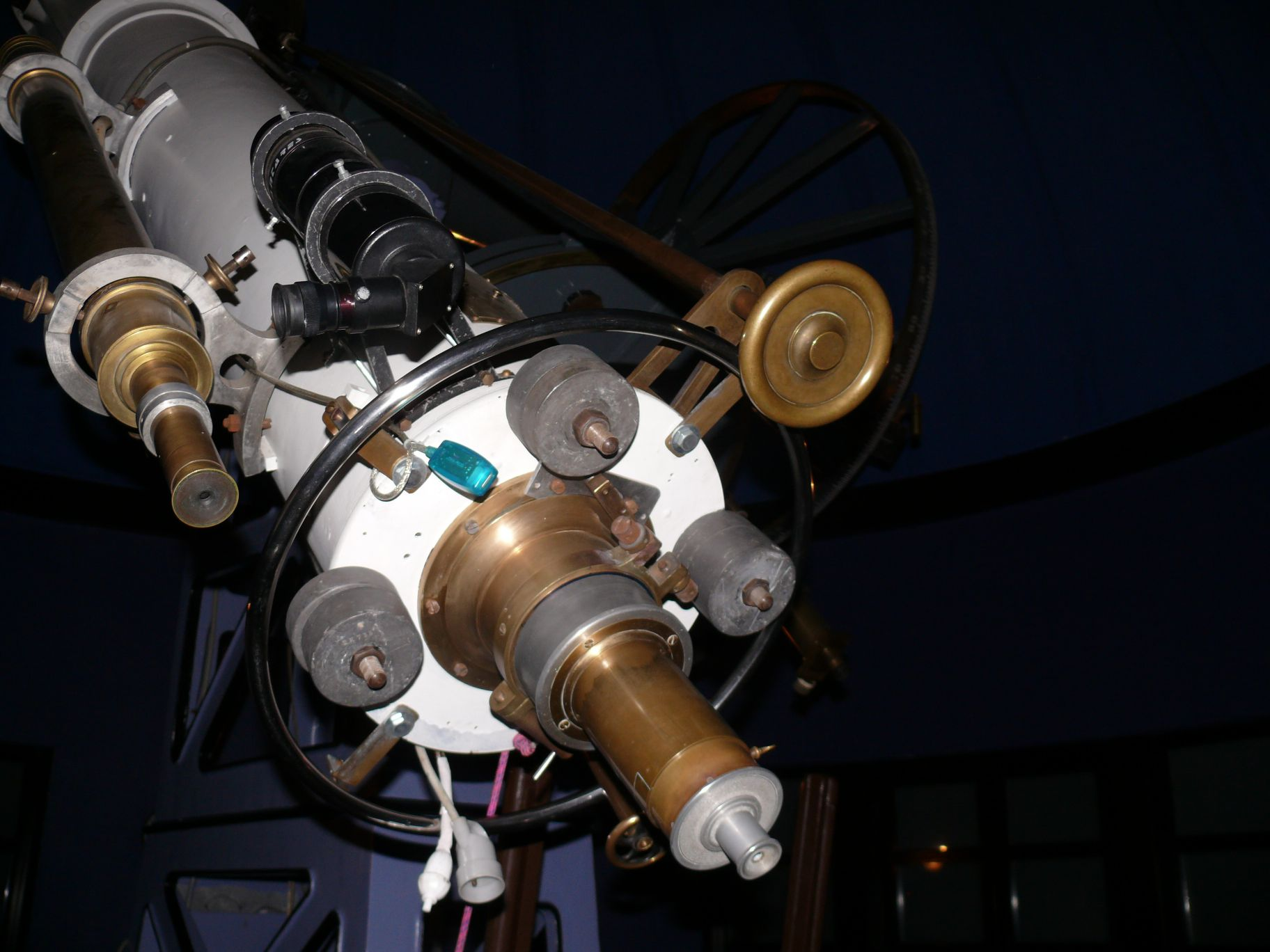
Mailhat refractor at Lille Observatory

- Réfracteur équatorial astro-photographique de 380 mm de diamètre à l'Observatoire de Fabra à Barcelone[14]. Cette lunette a été utilisée par Josep Comas i Solà pour observer les lunes de Mars, Deimos et Phobos, en 1909, et pour photographier la comète de Halley en 1910[15],[16].
- Cercle méridien à l'Observatoire populaire de Rouen[17].
- Réfracteurs montés équatoriaux astro-photographiques construits pour l'Observatoire de l'Èbre à Tortosa, en Espagne, et pour l'Observatoire de Puebla[4],[18].
- Réfracteur équatorial astro-photographique de 127 mm de diamètre à l'Observatoire de San José à Buenos Aires, Argentine.
- Réfracteur équatorial de 325 mm diamètre et 6 m de focale à l'Observatoire de Lille[19],[20].

## Récompenses et honneurs
- 1906 - Prix des Dames de la Société astronomique de France[21]
- 1911 - Officier de l'Instruction publique du Ministère de l'Education[22]
- 1911 - Membre Fondateur de la Société astronomique de France en raison de son don de nombreux télescopes précieux à la société au fil des ans[23]
- 1918 - Chevalier de la Légion d'Honneur[1]